# Кесс (округ, Мічиган)
Шаблон:StateAbbr_ 41°55′ пн. ш. 85°59′ зх. д. / 41.91° пн. ш. 85.99° зх. д.
Округ Кесс (англ. Cass County) — округ (графство) у штаті Мічиган, США. Ідентифікатор округу 26027.

## Історія
Округ утворений 1829 року.

## Демографія
За даними перепису
2000 року
загальне населення округу становило 51104 осіб, зокрема міського населення було 11664, а сільського — 39440.
Серед мешканців округу чоловіків було 25535, а жінок — 25569. В окрузі було 19676 домогосподарств, 14298 родин, які мешкали в 23884 будинках.
Середній розмір родини становив 2,98.
Віковий розподіл населення поданий у таблиці:
| Стать    | До 15 років | 15-21 | 22-29 | 30-39 | 40-49 | 50-65 | 65-85 | Понад 85 |
| -------- | ----------- | ----- | ----- | ----- | ----- | ----- | ----- | -------- |
| Чоловіки | 5508        | 2462  | 2128  | 3566  | 4182  | 4588  | 2864  | 237      |
| Жінки    | 5172        | 2251  | 2004  | 3634  | 4016  | 4666  | 3342  | 484      |

## Суміжні округи
- Ван-Б'юрен — північ
- Сент-Джозеф — схід
- Елкгарт, Індіана — південний схід
- Сент-Джозеф, Індіана — південний захід
- Беррієн — захід

## Виноски
1. ↑  U.S. Decennial Census. United States Census Bureau. Архів оригіналу за 12 квітня 2013. Процитовано 19 вересня 2014.
2. ↑  Historical Census Browser. University of Virginia Library. Архів оригіналу за 11 Серпня 2012. Процитовано 19 вересня 2014.
3. ↑  Population of Counties by Decennial Census: 1900 to 1990. United States Census Bureau. Архів оригіналу за 15 Лютого 2015. Процитовано 19 вересня 2014.
4. ↑  Census 2000 PHC-T-4. Ranking Tables for Counties: 1990 and 2000 (PDF). United States Census Bureau. Архів оригіналу (PDF) за 18 Грудня 2014. Процитовано 19 вересня 2014.
5. ↑  State & County QuickFacts. United States Census Bureau. Архів оригіналу за 8 липня 2011. Процитовано 27 серпня 2013.(англ.) Наведено за англійською вікіпедією.
6. ↑  American FactFinder. Бюро перепису населення США. Архів оригіналу за 29 липня 2011. Процитовано 31 січня 2008.

| США | Це незавершена стаття з географії США. Ви можете допомогти проєкту, виправивши або дописавши її. |